# 火星探测飞船

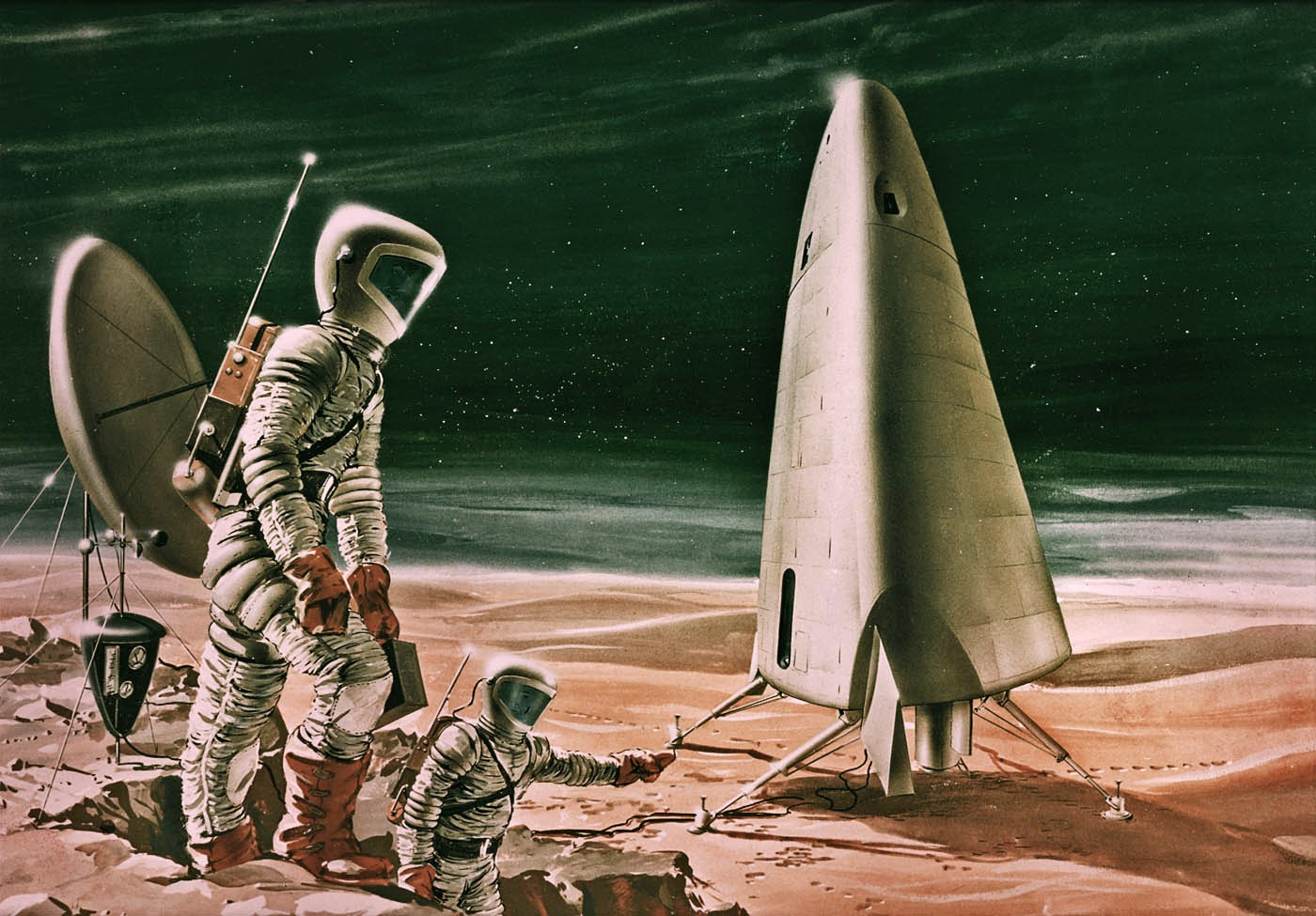
1964年，美国航天局一项研究中提出的火星探测飞船（MEM）艺术构思图。

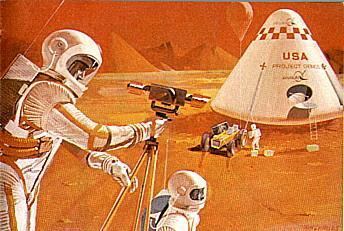
探险式载人任务将在地表运行，但时间有限。降落在火星表面的得摩斯火星探测飞船项目。

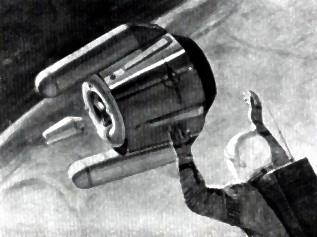
火星探测飞船上升段和罗姆布斯太空飞船对接（得摩斯项目）。

火星探测飞船（MEM）是20世纪60年代美国宇航局提出的一种载人火星任务航天器，它可参考所有企业和航天中心对火星着陆器进行的研究，但其核心主要涉及载人火星着陆器、地面短期停留居住舱和火星上升段的组合。火星探测飞船的变化包括航天器设计，如无人火星表面货运、综合了通信中心、生活居住和实验室的着陆器等。
火星探测飞船是上世纪60年代美国宇航局载人航天器中心研究的火星轨道交会（MOR）和飞越-交会任务模式的一部分。火星探测飞船将由火星着陆器、地面短期停留栖居舱和上升飞行器组成，会合则由上升段承担。火星探测飞船的一种设计将用于在飞越交会任务模式中在火星表面停留40天，或在火星轨道交会模式中停留10到40天 。此外，还有一种仅降落运送货物的无人驾驶飞船，就像一辆火星表面的漫游车一样。另一艘火星探测飞船货运着陆器将负责运送一台支持地面运营的核反应堆；第三艘仅着陆的飞船将配备通信、生活区和实验室作为地面栖居舱。
20世纪60年代初，美国宇航局与飞歌公司签订合同，为20世纪70年代初的火星任务设计一艘火星探测飞船。基本要求是搭载两名宇航员，一吨科学设备，并支持在火星40天的表面运行。 这一时期的另一艘火星探测飞船是艾姆斯研究中心签约的TRW飞船，该飞船设计重量为11.4公吨，但设计用于火星大气层，火星大气层只有地球10%的大气 TRW 飞船只支持在地面运行10天。
1964年，飞歌航空电子公司提出了一种升力体的火星探测飞船，大约30英尺（9.1米）长，尾部宽33英尺（10米），可搭载三名宇航员。船体将由铌和镍合金制造。飞船的下降段将作为上升段起飞时的发射台，就像阿波罗登月舱一样。
1969年的太空任务团队报告中讨论了火星探测飞船的可行性，并申请在1974财年为1981年的火星任务或1978财年为1986年的任务开发作出决定。
任务规划的分水岭是在1965年7月，当时水手4号发回了更准确的火星大气层数据。这排除了许多升力体和滑翔机的设计，这些设计是基于对火星大气层的估计比水手4号所揭示的更厚而考虑的。 
- 飞歌航空电子公司火星探测飞船；这是一架升力体，当新数据出现时，必须重新予以评估[4]；
- 艾姆斯研究中心 TRW 火星探测飞船[6]；
- 得摩斯火星探测飞船项目[1]；
- 马歇尔太空飞行中心的伍德科克在水手4号数据发布后，采用了更像阿波罗“组合”式设计的火星探测飞船[4]。

美国宇航局马歇尔太空飞行中心的戈登·伍德科克（Gordon Woodcock）基于对更薄火星大气层（地球大气的0.5%）的研究，开发了火星探测飞船设计以及一种变体的纯着陆器，它将搭载一辆称为“流动实验室”（Molab）的加压载人火星车。

## 文化影响
- 登月之路，1966年《时间隧道》中的一集，展示了1978年发射的火星探测飞船[8]。火星探测飞船也出现在斯蒂芬·巴科斯特的小说《远航》中，这是一部架空历史的太空探索小说，讲述了1986年美国宇航局宇航员乘坐“挑战者号”火星探测飞船登陆火星的故事[9]，该飞船是基于罗克韦尔的设计方案。
- 1976年，《太空:1999》中的《泰勒》一集展示了一艘由马丁·鲍尔设计的“恩波里厄姆号”航天器，它显然受到了火星探测飞船的启发。该飞船象征着创新（就像火星探测飞船一样），是该系列中第一艘能够超光速飞行的航天器，这要归功于外星人的空间跳跃推进器。
- 火星探测飞船也很可能启发了安迪·威尔2011年小说《火星救援》中的阿瑞斯计划火星上升飞行器（MAV）和下降飞行器（MDV）（后来改编成一部同名电影）。

## 另请查看
- 着陆器
- 载人火星车
- 火星栖居地
- 火星服